# Flore (photographe)
Pour les articles homonymes, voir Flore (homonymie).
FLORE (en lettres capitales), est une photographe et artiste plasticienne franco-espagnole, née le 23 août 1963.

## Biographie
Petite-fille de réfugiés politiques espagnols et fille de l’artiste peintre Olga Gimeno, elle commence la photographie en 1977 et, après des études à Toulouse, s'installe à Paris où elle vit et travaille.
Lauréate du prix Nadar (2020), du prix du Prix Marc Ladreit de Lacharrière – Académie des beaux-arts (2018), du prix Photofolies, ville de Rodez (1998) et finaliste du prix Swiss Life à 4 mains (2020) et Hariban Award (2017), ses séries se réalisent sur le long cours, souvent lors de voyages, et sont acquises ou présentées dans différentes institutions prestigieuses comme le musée du Petit Palais, le MMP+ de Marrakech, le Mémorial de Rivesaltes, la Bibliothèque nationale de France ainsi qu’à l’occasion d’Artfair internationales comme Paris Photo, Photo London, Fotofever, Marrakech Art Fair, Daegu Art Fair ou la Snif Art Fair de Osaka.
Elle définit son univers poétique et atemporel comme un acte politique, qui est sa façon de se positionner face au « faisceau de ténèbres qui provient de son temps », comme dit Giorgio Agamben dans son livre Qu'est ce que le contemporain.[réf. nécessaire]
En 2021, elle réalise son premier film d'artiste Que d'amour c'était, en 16mm n&b.
En parallèle de son activité artistique, FLORE est une pédagogue et elle fonde en 2017 avec Adrian Claret et Sylvie Hugues, FotoMasterclass, un suivi de création photographique de huit mois.

## Galeries représentatives
- Galerie Clémentine de la Féronnière - Paris
- Galerie In-Dependance by Ibasho - Anvers
- Galerie 127 - Marrakech
- Galeria Blanca Berlin - Madrid
- Alessia Paladini Gallery - Milan
- Tintera - Le Caire
- Galerie Wada-Garou - Tokyo

## Collections
- Petit Palais , Musée des Beaux-Arts de la Ville de Paris[7],[8]
- CNAP
- Bibliothèque nationale de France
- Musée Nicéphore-Niépce
- Domaine de Chaumont-sur-Loire
- The Marrakech Museum for Photography and Visual Arts[9]
- Mémorial du Camp de Rivesaltes
- Galerie du Château d'Eau de Toulouse
- Collection Florence et Damien Bachelot
- Collection Hubert de Wangen
- Collection Ely-Michel Ruimy
- Diverses collections privées, en Europe, au Maroc, États-Unis et Japon

## Principales séries
- Un jardin pour Eugène D. (avec le soutien du Musée Delacroix et PhotoDays)
- Que d'amour c'était, film en 16 mm, 8 min 25 s
- L'odeur de la nuit était celle du jasmin (Prix de l'Académie des Beaux-arts, Prix Nadar)[10],[11]
- Maroc, un temps suspendu
- Lointains souvenirs
- Une femme française en Orient
- Sabah el Nour
- Camp de Rivesaltes, lieu de souffrance (diptyque sur le Camp de concentration de Rivesaltes)
- Flore en son Palais (Carte Blanche artistique sur les travaux de rénovation du Musée du Petit Palais/Paris)
- Jardin secret

## Prix et résidences
- 1998 : Lauréate du Prix Photofolies, ville de Rodez
- 2009 : Artiste en résidence / Centre d’Art i Natura de Farrera
- 2017 : Finaliste du Hariban Award
- 2018 : Lauréate du Prix Marc Ladreit de Lacharrière – Académie des beaux-arts
- 2020 : Finaliste du Prix Swiss Life à 4 mains
- 2020 : Lauréate du Prix Nadar pour son livre L’odeur de la nuit était celle du jasmin, publié à la Maison CF – Clémentine de la Féronnière[2],[12].
- 2021 : Résidence Fondation Foto4Food / Festival Planches Contact - Deauville